# Brandon McManus
Brandon Tyler McManus (* 25. Juli 1991 in Philadelphia, Pennsylvania) ist ein US-amerikanischer American-Football-Spieler auf der Position des Kickers. Er spielt in der National Football League (NFL) für die Green Bay Packers. McManus stand davor unter anderem neun Jahre lang bei den Denver Broncos, mit denen er den Super Bowl 50 gewann, unter Vertrag. Außerdem bestritt er auch für die Jacksonville Jaguars reguläre Saisonspiele.

## College
McManus ging auf die Temple University in Philadelphia. Hier war er für das College-Footballteam als Kicker und Punter aktiv, außerdem schoss er die Kickoffs.

## NFL
Im NFL-Draft 2013 wurde er nicht ausgewählt. Er unterschrieb jedoch danach einen Vertrag bei den Indianapolis Colts, wurde jedoch vor der Saison wieder entlassen. Zur Saison 2014 unterzeichnete McManus dann bei den New York Giants, wo er in vier Preseason-Spiele eingesetzt wurde, ehe er zu den Denver Broncos wechselte, da deren Kicker Matt Prater für vier Spiele gesperrt wurde. Prater wurde entlassen und somit war McManus Stammspieler auf der Position des Kickers. Am 11. November 2014 entließen die Broncos McManus, als sein Ersatz erhielt Connor Barth einen Vertrag. Fünf Spiele später wurde McManus von den Broncos zurückgeholt.
Zur Saison 2015 wurden beide Spieler, Barth und McManus, ins Trainingscamp eingeladen. McManus überzeugte hier mehr, sodass Barth entlassen wurde. Brandon McManus spielte eine gute Saison. Er schoss 30 Field Goals (35 Versuche) und 35 von 36 Extrapunkten. Er gewann mit den Broncos die American Football Conference und wurde Super Bowl 50-Sieger. Im Super Bowl 50 erzielte er drei Field Goals und verwertete einen Extrapunktversuch.
Am 2. Januar 2022 gelang ihm im Spiel gegen die Los Angeles Chargers am 17. Spieltag der Saison 2021 unmittelbar vor der Halbzeitpause ein Field Goal über 61 Yards. Das war Karriere-Bestleistung und gleichzeitig das drittlängste Field Goal in der Franchise-Geschichte.
Am 23. März 2023 wurde McManus von den Broncos entlassen. Er war der letzte Spieler aus dem Team, das den Super Bowl 50 gewann, der noch im Kader der Broncos stand. Zwei Tage später nahmen die Jacksonville Jaguars McManus unter Vertrag. Für Jacksonville verwandelte er 30 von 37 Field-Goal-Versuchen und traf bei allen 35 Extrapunktversuchen. Im März 2024 schloss McManus sich den Washington Commanders an. Er wurde bereits am 2. Juni 2024 wieder entlassen, kurz nachdem eine Klage wegen sexueller Belästigung gegen ihn öffentlich bekannt geworden war.
Am 16. Oktober 2024 unterzeichnete er einen Vertrag mit den Green Bay Packers. Am 20. Oktober 2024 erzielte er in seinem ersten Spiel mit den Packers ein spielentscheidendes 45-Yard langes Field Goal. Die Packers gewannen das Spiel gegen die Houston Texans mit 24-22.